# Ascensor del Hospital Van Buren
El Ascensor del Hospital Van Buren es uno de los 16 ascensores que existen en la ciudad de Valparaíso, Chile. Está ubicado en el Hospital Van Buren, en la calle Colón n° 2408-2498. Fue declarado Monumento Nacional de Chile, en la categoría de Monumento Histórico, mediante el Decreto n.º 369, del 6 de septiembre de 2010.

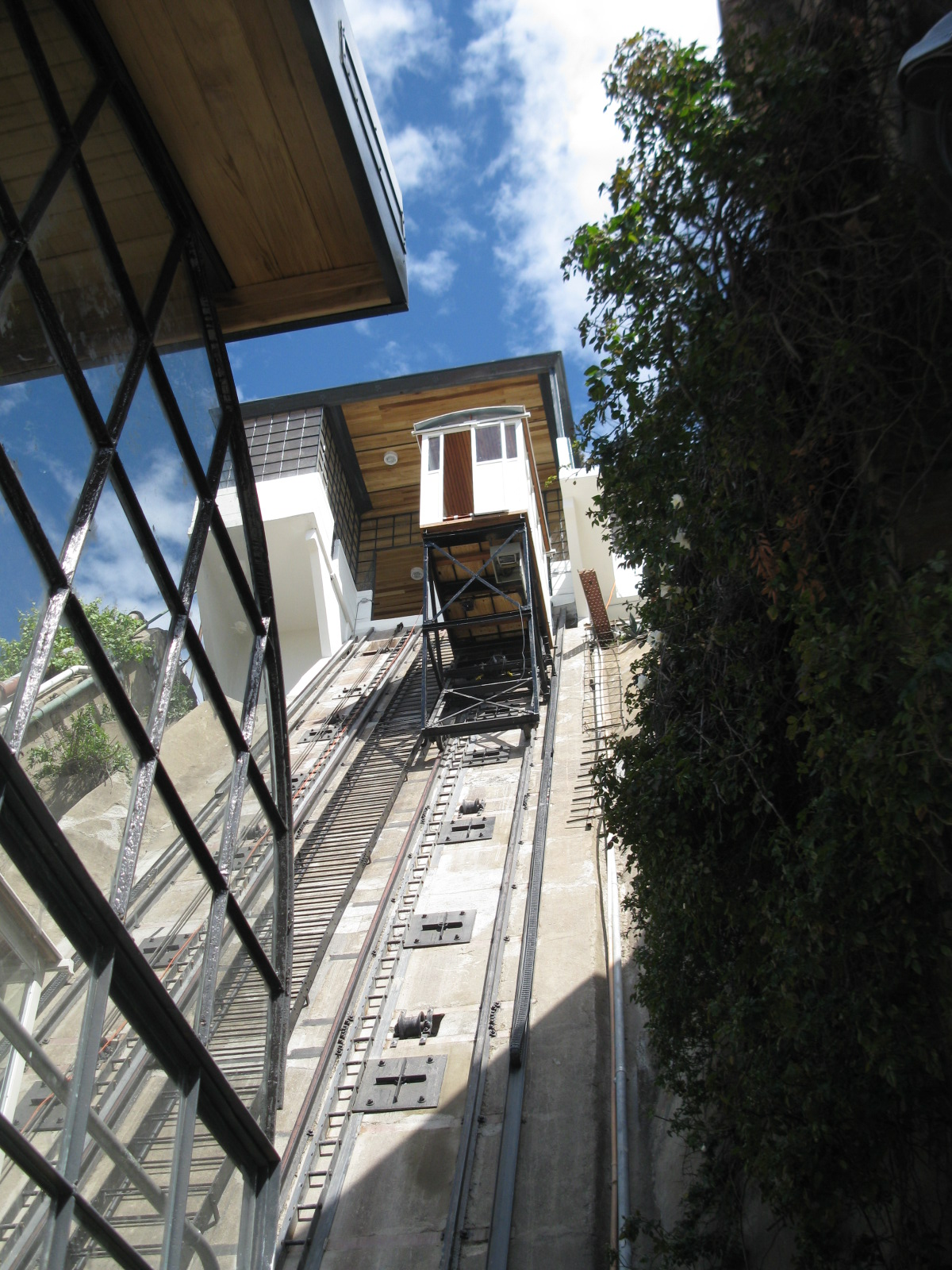
Otra imagen del ascensor, en ángulo contrapicado.

## Historia
El ascensor Van Buren fue inaugurado en el año 1930, con el objetivo de trasladar pacientes y funcionarios dentro del hospital. Este funicular reemplazó al ascensor San Juan de Dios, destruido tras el terremoto de Valparaíso de 1906.
A finales de octubre de 2011 se inició la licitación de obras para la restauración de este ascensor, que había dejado de transportar pacientes hacía algunos años, a pesar de encontrarse en un estado de conservación regular. Estaba previsto que la restauración del funicular del hospital sirva como experimentación para otros diez, que fueron adquiridos por el Estado para su recuperación. Las obras, que costaron 459 millones de pesos chilenos, culminaron el 8 de noviembre de 2012.

## Descripción
Su estación inferior se localiza en el patio central del Hospital Van Buren y su estación superior da lugar a la parte alta del edificio.
El total de la superficie protegida alcanza los 796,03 m².